# Квасувка (Люблинское воеводство)
Квасувка (пол. Kwasówka) — деревня в Бяльском повете Люблинского воеводства Польши. Входит в состав гмины Дрелюв. По данным переписи 2011 года, в деревне проживало 239 человек.

## География
Деревня расположена на востоке Польши, на расстоянии приблизительно 21 километра к юго-западу от города Бяла-Подляска, административного центра повета. Абсолютная высота — 147 метров над уровнем моря. Через населённый пункт проходит региональная автодорога 813.

## История
Согласно «Справочной книжке Седлецкой губернии на 1875 год» деревня входила в состав гмины Загайки Радинского уезда Седлецкой губернии. В период с 1975 по 1998 годы входила в состав Бяльскоподляского воеводства.

## Население
Демографическая структура по состоянию на 31 марта 2011 года:
|         | Всего | До трудоспособного возраста | Трудоспособного возраста | Старше трудоспособного возраста |
| ------- | ----- | --------------------------- | ------------------------ | ------------------------------- |
| Мужчины | 120   | 23                          | 86                       | 11                              |
| Женщины | 119   | 25                          | 54                       | 40                              |
| Всего   | 239   | 48                          | 140                      | 51                              |